# Međupodsavezna nogometna liga Bjelovar 1968./69.
Međupodsavezna liga Bjelovar, također i kao   Međupodsavezna liga Istok  je bila liga četvrtog stupnja nogometnog prvenstva Jugoslavije u sezoni 1968./69. 
 
Sudjelovalo je 12 klubova, a prvak je bio "Proleter" iz Garešničkog Brestovca. 

## Ljestvica
| mj. | klub                          | ut. | pob. | ner. | por. | gol+ | gol- | bod     |
| --- | ----------------------------- | --- | ---- | ---- | ---- | ---- | ---- | ------- |
| 1.  | Proleter Garešnički Brestovac | 22  | 14   | 4    | 4    | 57   | 28   | 32      |
| 2.  | Bjelovar                      | 22  | 13   | 2    | 7    | 78   | 29   | 28      |
| 3.  | Pitomača                      | 22  | 10   | 7    | 5    | 58   | 36   | 27      |
| 4.  | PIK Vrbovec                   | 22  | 10   | 6    | 6    | 68   | 42   | 26      |
| 5.  | Daruvar                       | 22  | 11   | 3    | 9    | 76   | 44   | 25      |
| 6.  | Slavonac Lipik                | 22  | 9    | 4    | 9    | 48   | 45   | 22      |
| 7.  | Partizan Suhopolje            | 22  | 9    | 4    | 9    | 41   | 65   | 22      |
| 8.  | Drvodjelac Virovitica         | 22  | 9    | 2    | 11   | 50   | 52   | 20      |
| 9.  | Garić Garešnica               | 22  | 9    | 3    | 10   | 62   | 72   | 19 (-2) |
| 10. | Lasta Gudovac                 | 22  | 7    | 4    | 11   | 39   | 55   | 18      |
| 11. | Jedinstvo Gradina             | 22  | 7    | 2    | 13   | 40   | 68   | 16      |
| 12. | Sloboda Gradec                | 22  | 3    | 1    | 18   | 28   | 102  | 7       |

## Rezultatska križaljka
| kratica | klub                          | BJE | DAR | DRV | GAR | JED | LAS | PAR | PIK | PIT | PRO | SLA | SLO |
| --- | ----------------------------- | --- | --- | --- | --- | --- | --- | --- | --- | --- | --- | --- | --- |
| BJE | Bjelovar                      |     |     |     |     |     |     |     |     |     |     |     |     |
| DAR | Daruvar                       |     |     |     |     |     |     |     |     |     |     |     |     |
| DRV | Drvodjelac Virovitica         |     |     |     |     |     |     |     |     |     |     |     |     |
| GAR | Garić Garešnica               |     |     |     |     |     |     |     |     |     |     |     |     |
| JED | Jedinstvo Gradina             |     |     |     |     |     |     |     |     |     |     |     |     |
| LAS | Lasta Gudovac                 |     |     |     |     |     |     |     |     |     |     |     |     |
| PAR | Partizan Suhopolje            |     |     |     |     |     |     |     |     |     |     |     |     |
| PIK | PIK Vrbovec                   |     |     |     |     |     |     |     |     |     |     |     |     |
| PIT | Pitomača                      |     |     |     |     |     |     |     |     |     |     |     |     |
| PRO | Proleter Garešnički Brestovac |     |     |     |     |     |     |     |     |     |     |     |     |
| SLA | Slavonac Lipik                |     |     |     |     |     |     |     |     |     |     |     |     |
| SLO | Sloboda Gradec                |     |     |     |     |     |     |     |     |     |     |     |     |
| |                               |     |     |     |     |     |     |     |     |     |     |     |     |
| podebljan rezultat - utakmice od 1. do 11. kola (1. utakmica između klubova) rezultat normalne debljine - utakmice od 12. do 22. kola (2. utakmica između klubova) rezultat nakošen - nije vidljiv redoslijed odigravanja međusobnih utakmica iz dostupnih izvora rezultat smanjen * - iz dostupnih izvora nije uočljiv domaćin susreta prekrižen rezultat - poništena ili brisana utakmica p - utakmica prekinuta 3:0 p.f. / 0:3 p.f. - rezultat 3:0 bez borbe n.i. - nije igrano |                               |     |     |     |     |     |     |     |     |     |     |     |     |

 Izvori:

## Unutarnje poveznice
- Zagrebačka zona 1968./69.
- Područna liga Koprivnica 1968./69.
- Općinska liga Virovitica 1968./69.